# Rozdilna (huyện)
Huyện Rozdilna (tiếng Ukraina: Роздільнянський район, chuyển tự: Rozdilnas’kyi raion) là một huyện của tỉnh Odessa thuộc Ukraina. Huyện Rozdilna có diện tích 1368 km², dân số theo điều tra dân số ngày 5 tháng 12 năm 2001 là 56727 người với mật độ 41 người/km2. Trung tâm huyện nằm ở Rozdilna.